# Географія Шотландії

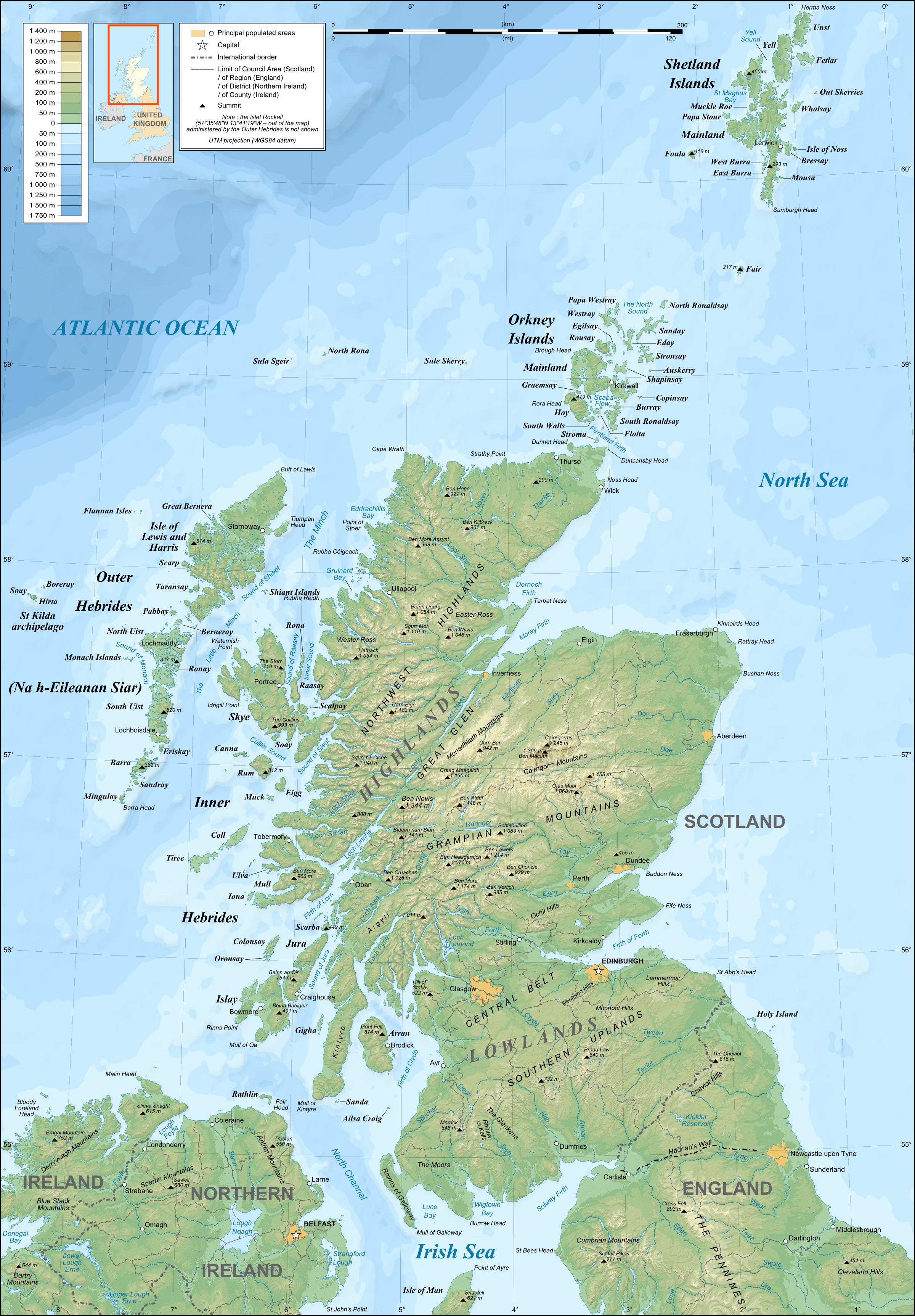
Топографічна мапа Шотландії

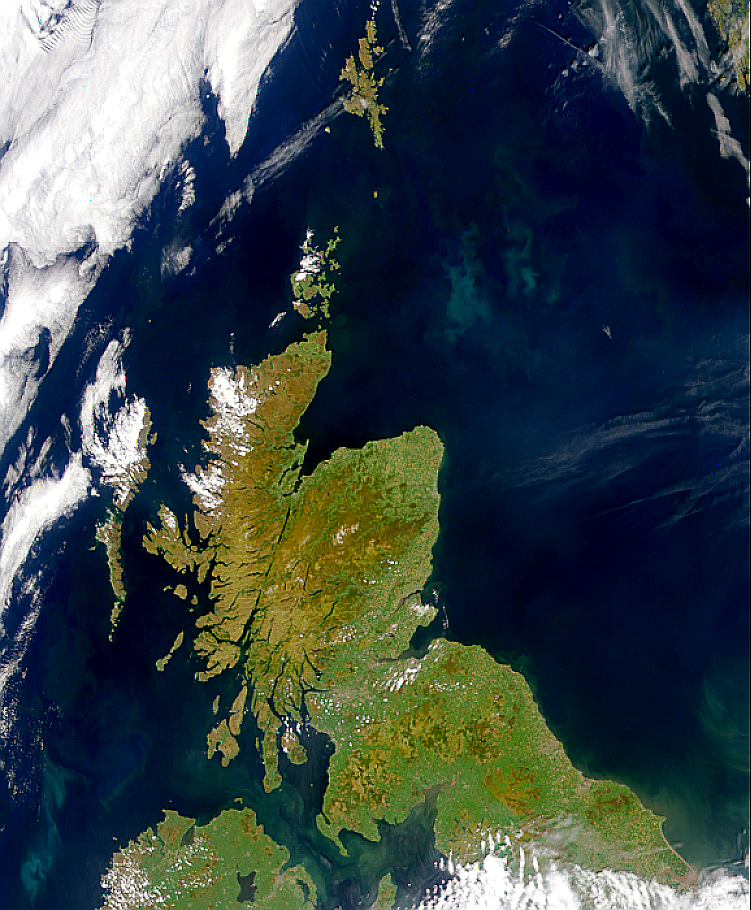
Знімок з космосу

Територія Шотландії включає північну третину острова Велика Британія і прилеглі острови. Площа — 78 772 км², протяжність берегової лінії — 9 911 км. На півдні граничить з Англією. Протяжність кордону від річки Твід до затоки Солуей-Ферт — близько 96 км. За 30 км на північний захід від узбережжя за Північною протокою розташований острів Ірландія, за 400 км на північний схід — Норвегія, на північ лежать Фарерські острови та Ісландія.
Територія Шотландії складається з власне головної частини розташованої на острові Велика Британія й 790 островів і архіпелагів, що оточують її з півночі.
- Британська частина історично поділяється на
  - північну Гайлендс (Верхня Шотландія), що складається з Північно-західного Шотландського нагір'я та Грампіанських гір;
  - південну Лоулендс (Нижня Шотландія), що складається з рифта Шотландської низовини англ. Central Belt (пониззя долин річок Форт, Клайд) та Південно-шотландської височини.
- Острівна частина — це Гебридські, Шетлендські, Оркнейські острови, Внутрішні Гебриди (Скай, Молл, Арран тощо) та інш.

## Геологія

### Корисні копалини
Вугілля

## Клімат
| Клімат (1981–2010)                         | Клімат (1981–2010) | Клімат (1981–2010) | Клімат (1981–2010) | Клімат (1981–2010) | Клімат (1981–2010) | Клімат (1981–2010) | Клімат (1981–2010) | Клімат (1981–2010) | Клімат (1981–2010) | Клімат (1981–2010) | Клімат (1981–2010) | Клімат (1981–2010) | Клімат (1981–2010) |
| Показник                                   | Січ.               | Лют.               | Бер.               | Квіт.              | Трав.              | Черв.              | Лип.               | Серп.              | Вер.               | Жовт.              | Лист.              | Груд.              | Рік                |
| Абсолютний максимум, °C                    | 18,3               | 17,9               | 23,6               | 27,2               | 30,9               | 32,2               | 32,8               | 32,9               | 32,2               | 27,4               | 20,0               | 18,3               | 32,9               |
| Середній максимум, °C                      | 5,2                | 5,3                | 6,8                | 9,3                | 12,4               | 14,3               | 16,1               | 15,8               | 13,7               | 10,5               | 7,5                | 5,4                | 10,2               |
| Середня температура, °C                    | 2,6                | 2,6                | 3,9                | 5,8                | 8,5                | 10,8               | 12,8               | 12,6               | 10,5               | 7,7                | 4,9                | 2,8                | 7,1                |
| Середній мінімум, °C                       | 0,0                | −0,2               | 0,9                | 2,3                | 4,5                | 7,2                | 9,4                | 9,3                | 7,3                | 4,8                | 2,2                | 0,1                | 4,0                |
| Абсолютний мінімум, °C                     | −27,2              | −27,2              | −22,8              | −13,3              | −9,4               | −5,6               | −2,5               | −4,5               | −6,7               | −11,7              | −23,3              | −27,2              | −27,2              |
| Середня кількість сонячних годин на місяць | 28,1               | 56,5               | 86,3               | 128,0              | 172,2              | 140,7              | 125,7              | 119,7              | 96,9               | 67,6               | 35,0               | 23,2               | 1079,9             |
| Норма опадів, мм                           | 200.3              | 151.6              | 160.7              | 99.1               | 87.1               | 92.1               | 102.0              | 120.5              | 149.9              | 189.7              | 185.8              | 182.4              | 1721.2             |
| Днів з дощем                               | 20,4               | 16,9               | 19,5               | 14,9               | 13,7               | 13,8               | 15,2               | 16,0               | 17,1               | 20,2               | 20,0               | 19,1               | 206,8              |
| ------------------------------------------ | ------------------ | ------------------ | ------------------ | ------------------ | ------------------ | ------------------ | ------------------ | ------------------ | ------------------ | ------------------ | ------------------ | ------------------ | ------------------ |
| Джерело:                                   |                    |                    |                    |                    |                    |                    |                    |                    |                    |                    |                    |                    |                    |

| Клімат (1971–2000)                         | Клімат (1971–2000) | Клімат (1971–2000) | Клімат (1971–2000) | Клімат (1971–2000) | Клімат (1971–2000) | Клімат (1971–2000) | Клімат (1971–2000) | Клімат (1971–2000) | Клімат (1971–2000) | Клімат (1971–2000) | Клімат (1971–2000) | Клімат (1971–2000) | Клімат (1971–2000) |
| Показник                                   | Січ.               | Лют.               | Бер.               | Квіт.              | Трав.              | Черв.              | Лип.               | Серп.              | Вер.               | Жовт.              | Лист.              | Груд.              | Рік                |
| Середній максимум, °C                      | 5,0                | 5,2                | 6,9                | 9,3                | 12,8               | 14,9               | 16,9               | 16,6               | 13,9               | 10,8               | 7,4                | 5,7                | 10,5               |
| Середня температура, °C                    | 2,4                | 2,6                | 3,9                | 5,7                | 8,7                | 11,1               | 13,1               | 12,9               | 10,6               | 7,9                | 4,7                | 3,1                | 7,3                |
| Середній мінімум, °C                       | −0,2               | −0,1               | 0,9                | 2,1                | 4,5                | 7,2                | 9,3                | 9,2                | 7,2                | 4,9                | 2,0                | 0,5                | 4,0                |
| Середня кількість сонячних годин на місяць | 34,4               | 60,8               | 88,8               | 130,6              | 175,3              | 155,3              | 145,9              | 139,6              | 105,3              | 75,9               | 48,1               | 28,9               | 1079,9             |
| Норма опадів, мм                           | 170.6              | 123.6              | 138.7              | 86.3               | 79.1               | 85.2               | 92.2               | 107.5              | 139.8              | 162.8              | 166.0              | 169.7              | 1521.4             |
| Днів з дощем                               | 18,6               | 14,8               | 17,3               | 13,0               | 12,2               | 12,7               | 13,3               | 14,1               | 15,9               | 17,7               | 17,9               | 18,2               | 185,8              |
| ------------------------------------------ | ------------------ | ------------------ | ------------------ | ------------------ | ------------------ | ------------------ | ------------------ | ------------------ | ------------------ | ------------------ | ------------------ | ------------------ | ------------------ |
| Джерело: Met Office                        |                    |                    |                    |                    |                    |                    |                    |                    |                    |                    |                    |                    |                    |

| Клімат (1961–1990)                         | Клімат (1961–1990) | Клімат (1961–1990) | Клімат (1961–1990) | Клімат (1961–1990) | Клімат (1961–1990) | Клімат (1961–1990) | Клімат (1961–1990) | Клімат (1961–1990) | Клімат (1961–1990) | Клімат (1961–1990) | Клімат (1961–1990) | Клімат (1961–1990) | Клімат (1961–1990) |
| Показник                                   | Січ.               | Лют.               | Бер.               | Квіт.              | Трав.              | Черв.              | Лип.               | Серп.              | Вер.               | Жовт.              | Лист.              | Груд.              | Рік                |
| Середній максимум, °C                      | 4,6                | 4,7                | 6,6                | 9,2                | 12,4               | 15,2               | 16,3               | 16,1               | 13,8               | 11,0               | 7,0                | 5,4                | 10,2               |
| Середня температура, °C                    | 2,1                | 2,0                | 3,6                | 5,5                | 8,4                | 11,2               | 12,6               | 12,5               | 10,5               | 8,1                | 4,3                | 2,9                | 7,0                |
| Середній мінімум, °C                       | −0,4               | −0,7               | 0,5                | 1,8                | 4,4                | 7,2                | 8,9                | 8,9                | 7,2                | 5,1                | 1,6                | 0,3                | 3,8                |
| Середня кількість сонячних годин на місяць | 34,7               | 64,3               | 93,0               | 137,3              | 166,1              | 159,9              | 141,5              | 135,0              | 98,3               | 73,8               | 48,2               | 29,8               | 1182,0             |
| Норма опадів, мм                           | 155.2              | 105.6              | 128.4              | 80.8               | 86.3               | 86.0               | 95.5               | 116.8              | 144.2              | 159.8              | 157.2              | 156.0              | 1471.8             |
| Днів з дощем                               | 18,1               | 13,5               | 16,5               | 13,0               | 13,3               | 12,5               | 13,4               | 14,6               | 16,6               | 17,6               | 17,5               | 17,9               | 184,3              |
| ------------------------------------------ | ------------------ | ------------------ | ------------------ | ------------------ | ------------------ | ------------------ | ------------------ | ------------------ | ------------------ | ------------------ | ------------------ | ------------------ | ------------------ |
| Джерело: Met Office                        |                    |                    |                    |                    |                    |                    |                    |                    |                    |                    |                    |                    |                    |

## Рельєф

### Орографія
Найвища точка — гора Бен-Невіс 1 344 м.

## Територіальні води
Західний берег Шотландії омиває Атлантичний океан, східний — Північне море, південний — Ірландське море. Західне і східне морське узбережжя сполучене Каледонськім каналом, частиною якого є відоме озеро Лох-Несс.

### Узбережжя
Протяжність берегової лінії — 9 911 км.

### Острови
Острівна частина складається з 4 великих архіпелагів: Гебридські, Шетлендські, Оркнейські острови, Внутрішні Гебриди та інш. поодиноких островів. Всього 790.

## Населення
| Рік   | Населення |
| ----- | --------- |
| 1500  | 500,000   |
| 1600  | 800,000   |
| 1707  | 1,000,000 |
| 1755  | 1,265,380 |
| 1801  | 1,608,420 |
| 1811  | 1,805,864 |
| 1821  | 2,091,521 |
| 1831  | 2,364,386 |
| 1841  | 2,620,184 |
| 1851  | 2,888,742 |
| 1861  | 3,062,294 |
| 1871  | 3,360,018 |
| 1881  | 3,735,578 |
| 1891  | 4,025,647 |
| 1901  | 4,472,103 |
| 1911  | 4,760,904 |
| 1921  | 4,882,407 |
| 1931  | 4,842,989 |
| 1939a | 5,006,700 |
| 1951  | 5,095,969 |
| 1961b | 5,179,000 |
| 1971  | 5,229,000 |
| 1981  | 5,035,000 |
| 1991c | 5,083,000 |
| 2001  | 5,062,000 |
| 2011  | 5,295,000 |